# Lisandro López
Lisandro López, född 2 mars 1983 i Buenos Aires i Argentina, är en argentinsk fotbollsspelare som för närvarande spelar för Racing Club i den argentinska ligan. Lisandro eller ”Licha” som han också kallas i hemlandet Argentina, är I första hand en anfallare men han kan också spela på kanten. Lisandro López har även spelat för det franska fotbollslaget Olympique Lyonnais, dit han kom år 2009 från portugisiska FC Porto. Han har även spelat för det argentinska landslaget.
Med Porto vann han ligan och cupen säsongen 2005/2006.

## Meriter
- Portugisiska ligan: 2005/2006, 2006/2007
- Portugisiska fotbollscupen: 2005/2006
- SuperCup Cândido de Oliveira: 2006/2007